# Bruchsal
Bruchsal, que l'on trouve également écrit Brücksaal, est une ville d'Allemagne, située au nord de Karlsruhe dans le Bade-Wurtemberg. C'est la plus grosse ville de l'arrondissement de Karlsruhe. Elle possède le plus grand marché d'asperges d'Europe.

## Géographie
Bruchsal est située au bord de la plaine du Rhin au bord de la Saalbach (de) dans la région vallonnée de la Kraichgau.

## Histoire
| Appartenances historiques Principauté épiscopale de Spire 1056-1803 Électorat de Bade 1803–1806 Grand-duché de Bade 1806–1871 Empire allemand 1871-1918 République de Weimar 1918–1933 Reich allemand 1933–1945 Allemagne occupée 1945–1949 Allemagne de l'Ouest 1949–1990 Allemagne 1990-présent |

### Préhistoire
Les fouilles et les objets trouvés fournissent des preuves d'un établissement sur le Michaelsberg dès 4000 av. J.-C. à l'époque néolithique.

### Antiquité et Haut Moyen Âge
Au cœur de Bruchsal, le plus ancien établissement découvert remonte à 640 av. J.-C. Il est situé près de l'actuelle Peterskirche.
La première mention de Bruchsal dans les documents officiels remonte à 976 lors d'une visite du roi Otton II dans la ville. Otton II et sa cour sont restés à Bruchsal du 8 au 11 octobre 980.

### Moyen Âge
Henri II est devenu gouverneur de Bruchsal en 1002 après la soumission de son rival Hermann II de Souabe. En 1056, Henri III offre la ville à l'évêque de Spire (Konrad I). La ville est restée dans le diocèse jusqu'à ce qu'au Recès d'Empire en 1803. Elle est également le siège d'une circonscription administrative qui ne comptait à l'origine que le noyau de Bruchsal (la ville telle qu'elle existait avant les réformes des différents arrondissements).
En 1067, Henri IV, a résidé à Bruchsal de temps à autre. En 1248, Bruchsal est pour la première fois mentionné comme une ville, et en 1278, l'église Saint-Pierre est mentionnée pour la première fois. Après d'importants dégâts, le palais et l'église sont reconstruits en 1320. Le donjon est érigé en 1358 et le mur de la ville est achevé en 1452. En 1460, la première pièce de monnaie est frappée à Bruchsal.

### 1501-1750
En 1502, la première révolte paysanne (Bundschuh), dirigée par Joss Fritz d'Untergrombach (un des quartiers de Bruchsal), se déroule à Bruchsal. Les traîtres de la rébellion permettent aux autorités d'emprisonner les dirigeants de la révolte. Dix d'entre eux sont décapités dans la cour du Palais. Joss Fritz s'enfuit et se cache dans la Forêt-Noire.
En 1525, les paysans se révoltent à nouveau. L'inflation, la faim et la peste ajoutent au désespoir, et les révoltes sont matées par la force par le prince. Les leaders paysans connus sont capturés et décapités dans la cour du Palais. Pendant la guerre de Trente Ans en 1622 Bruchsal est complètement détruite, et en 1644 la garnison française de Philippsburg attaque la ville. En 1676, les Français détruisent des parties de Bruchsal, et le 10 août 1689, la ville est bombardée par le général français comte Duras et complètement détruite. Après ces événements, Bruchsal ne compte plus que 130 habitants.
Le 24 avril 1711, Bruchsal accueille le prince Eugène de Savoie-Carignan de la Cour des Habsbourg. La ville doit son essor aux princes-évêques de Spire qui, avec le cardinal Damien de Schönborn-Buchheim, y établissent leur résidence permanente à partir de 1720. Cette mesure élève le statut de la ville à celui de résidence officielle du diocèse. Dans le même temps, Bruchsal devient le siège de la Vizedomamt, l'office le plus important du diocèse sur la rive ouest du Rhin.
Le nouvel évêque met en chantier le nouveau château baroque (1722) et la nouvelle église Saint-Pierre (à partir de 1742). Les deux sont construits et, en partie, conçus par Johann Balthasar Neumann. En l'honneur de l'évêque, la porte sud du parc du château est dénommée Porte Damien, nom qu'elle porte encore à ce jour. En 1743, Franz Christof von Hutten, le successeur de Schönborn, achève la construction complète de la ville baroque de Bruchsal, en ajoutant la Porte de Damien, la caserne militaire (aujourd'hui siège de l'Université internationale d'Allemagne) et le château d'eau.

### 1751-1815
En 1753, le Gymnasium Schönborn est fondé par l'évêque von Hutten. En 1770, le nouvel évêque, le comte August von Limburg-Stirum, est nommé. Bruchsal désormais compte 6 000 habitants.
En 1796, les troupes françaises occupent la ville. Les propriétés du diocèse de Spire passent à la Maison de Bade.
En 1806, la marquise Amélie de Bade, veuve depuis 1801, élit domicile au château baroque de Bruchsal et vit jusqu'en 1823. Elle avait huit enfants dont six filles, elle était connue sous le surnom de « belle-mère de l'Europe ». Son fils, le grand-duc Charles II de Bade, était marié à Stéphanie de Beauharnais, nièce de l'épouse de Napoléon Ier ,Joséphine de Beauharnais par ordre de Napoléon lui-même. En 1812, Stéphanie donne naissance à un fils, décédé après 14 jours. Cet événement est à l'origine de la légende de la noblesse de Kaspar Hauser.
Parmi les filles d'Amélie, Louise, était mariée à Alexandre Ier de Russie et est devenue la tsarine Elisabeth Alexeïevna. Friederique épousa Gustave IV Adolphe de Suède de devint reine de Suède. Maria s'est mariée avec le duc de Brunswick, et deux autres filles étaient mariées à des régents de la Bavière et de Hesse-Darmstadt.
En 1815, après la chute de Napoléon, Bruchsal et Amélie ont reçu la haute société dans le château baroque : le tsar de Russie, le prince de Metternich, le roi de Prusse, ainsi que son fils, le futur empereur d'Allemagne.

### 1816-1880
En 1841, le chemin de fer est achevé entre Heidelberg, Bruchsal et Karlsruhe. En 1848/1849 la Révolution de Bade a réussi à s'immiscer dans Bruchsal. Pendant que les révolutionnaires (Gustav Struve, Lorenz Brentano, Amand Goegg et d'autres) se réunissent alors dans le château. Cette prison, le vieux palais, a accueilli des exécutions jusqu'à la Seconde Guerre mondiale et même plus tard. Le 23 juin 1849, la révolution a été réprimée par le prince héritier Wilhelm à la bataille d'Ubstadt.
En 1856, l'éclairage au gaz arrive à Bruchsal. En 1864, le district de Philippsburg est fusionné dans le district de Bruchsal, qui appartient maintenant à la nouvelle « grande circonscription Karlsruhe ». Le 1er juin 1869 la première usine allemande de signalisation ferroviaire, Schnabel-Henning, est fondée à Bruchsal. Plus tard, elle fusionne avec Siemens AG, et la guerre franco-prussienne de 1870 et fait de Bruchsal un nœud ferroviaire important pour l'approvisionnement des troupes allemandes.

### 1881-1945
En 1881, une synagogue y est construite. La révolution industrielle amène la croissance économique, principalement avec l'aide du chemin de fer, la production de houblon et de tabac. Les premiers téléphones sont installés en 1889, et en 1906, l'hôpital du Prince-Styrum est construit. L'abattoir de la ville ouvre en 1908. La Première Guerre mondiale transforme Bruchsal en une plaque tournante majeure sur la ligne d'approvisionnement pour les troupes. Immédiatement après la guerre, en 1919 et 1920 la ville est câblée pour le réseau électrique.
En 1934, l'autoroute est construite entre Heidelberg et de Bruchsal, et en 1936, le district de Bretten fusionne avec le district de Bruchsal. En 1938, les nazis détruisent la synagogue (à sa place se trouve une caserne de pompiers aujourd'hui), et la partie juive de la population est déportée. En 1939, le district de Bruchsal devient l'arrondissement de Bruchsal, qui comprend 38 villes et villages jusqu'à ce qu'il soit fusionné avec Karlsruhe, lors de la réforme de 1970. Dans l'après-midi du 1er mars 1945, Bruchsal est bombardée par les Alliés. Au moment de l'attaque, la guerre était pratiquement terminée, avec les lignes de front à seulement 20 km de la périphérie de la ville et plus personne pour la défendre. Il a existé des allégations selon lesquelles l'attaque par des bombardiers américains a été menée en représailles à l'assassinat par des agriculteurs d'un pilote parachuté . Outre les 1 000 vies perdues ce jour-là, toute la ville intérieure et le château baroque ont été détruits. Le 2 avril 1945, les forces alliées prennent Bruchsal sans résistance.

### 1946 à nos jours
À partir de 1er avril 1956 Bruchsal a eu le statut de Große Kreisstadt, sa population ayant passé le cap des 20 000 habitants en 1955. Entre 1971 et 1974, la réforme des districts fusionne cinq communautés voisines avec la ville de Bruchsal, y compris les villes de Heidelsheim et Obergrombach. La réforme de 1970 a également effectué la fusion de l'arrondissement de Bruchsal avec celui de Karlsruhe. En conséquence, Bruchsal perd son statut de siège, mais elle reste encore un important centre économique de la région.
À l'occasion du centenaire du scoutisme, Bruchsal a accueilli un jamboree scout (le Landesjamboree 2007) du 27 juillet au 5 août 2007.

## Lieux et monuments
- Le château du XVIIIe siècle, œuvre majeure de l'architecture baroque.

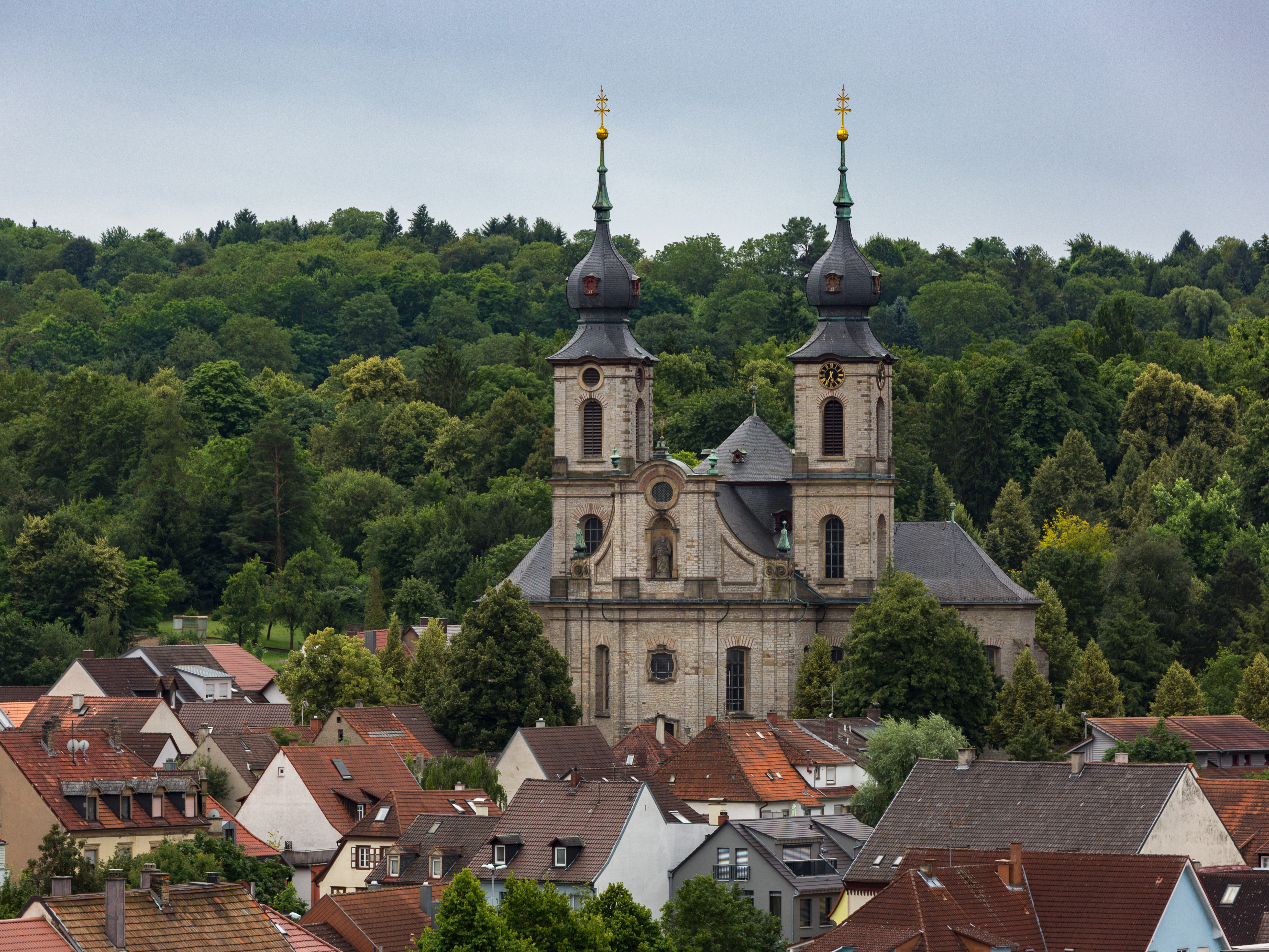
L'église baroque et catholique Saint-Pierre.

- Le belvédère : initialement conçu comme un manoir pour jouer et s'amuser, à laquelle une maison de tir a été ajoutée pour une utilisation dans les compétitions de tir de la Cour. Au fil du temps, le manoir a été surnommé par les résidents le « Belvédère » de la ville, car il en offre la meilleure vue.
- L'église Saint-Pierre, dernier lieu de sépulture des princes-évêques de Spire. Autres églises importantes, l'église Notre-Dame et l'église Martin Luther (principale église protestante de la ville).
- L'hôtel de ville à côté de la Place du Marché est un bâtiment moderne construit dans les années 1950 qui est protégé par la loi en tant que monument historique important.
- La prison, construite en 1848, est surnommé le café à huit angles ou "Cafe Achteck". Aujourd'hui, c'est un établissement de haute sécurité qui sert principalement comme lieu de détention pour les personnes reconnues coupables de crimes violents et des terroristes condamnés, comme les membres de la Fraction armée rouge.

### Musées
Le musée du Land de Bade exploite une succursale dans certaines parties du château à Bruchsal. Il dispose d'une collection d'art-historique et le musée allemand de la boîte musicale.

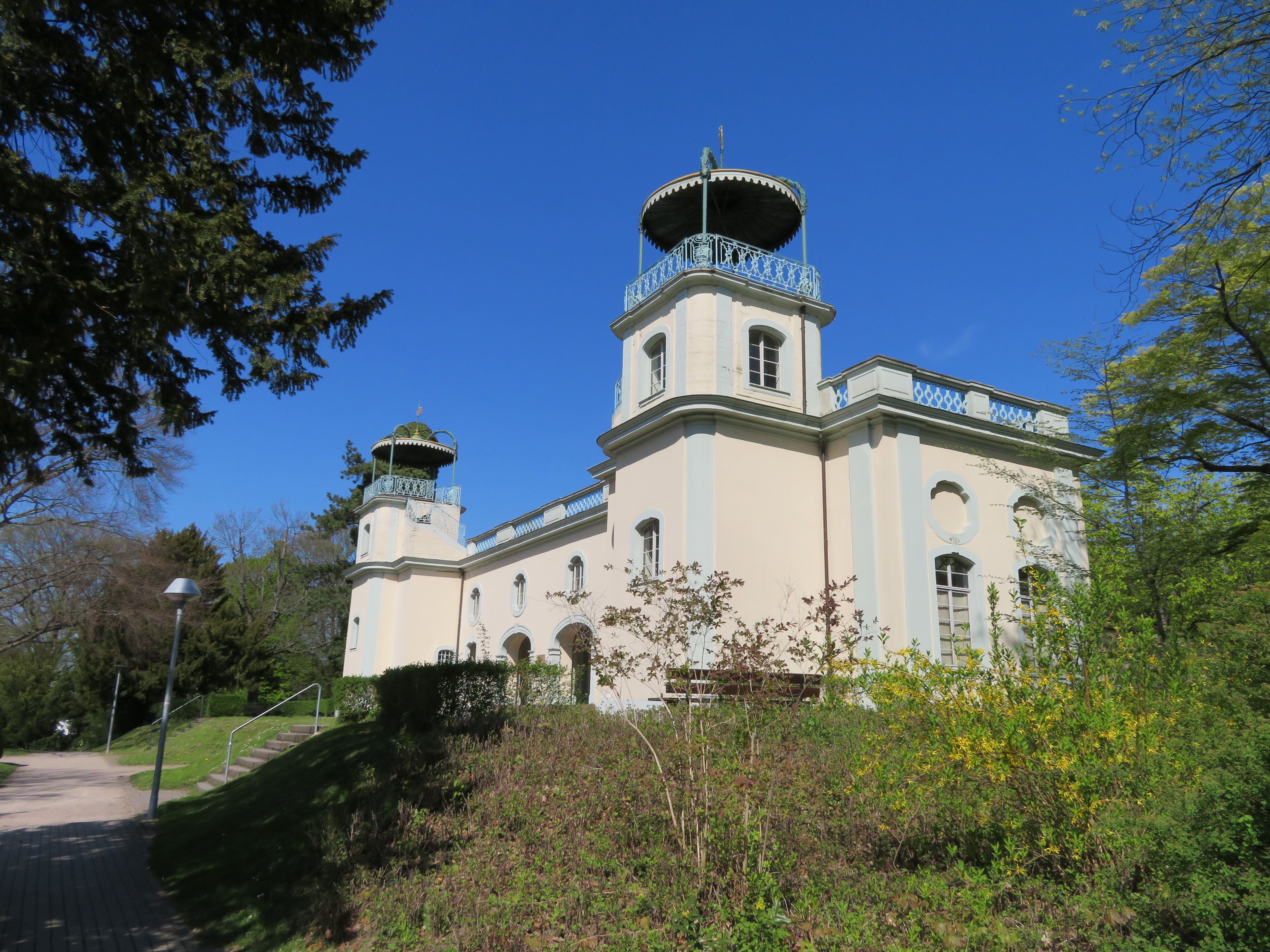
Le Belvédère.

### Parcs
Les Jardins de la ville, près du Belvédère datent de 1901. Le Bürgerpark près du centre et, naturellement, le parc du château, le plus grand de la ville. Ses jardins du haut ont été construits en même temps que le château, à partir d'environ 1721, alors que ceux du bas n'ont jamais été complètement terminés. Le chemin de fer a diminué la superficie des jardins les plus bas, aujourd'hui réduits à une allée bordée d'arbres.

### Culture
La société théâtrale du land de Bade à son siège à Bruchsal, son siège est le théâtre au centre communautaire dans le Bürgerpark.
Bruchsal appuie également une troupe de théâtre amateur appelé Die Koralle. Die Koralle a produit entre deux et quatre pièces par an, à la fois modernes et des classiques, depuis environ 1965.

## Éducation
- Paulusheim, prestigieux Gymnasium fondé par les Pallottins en 1915.

## Recherche
Le projet de recherche sur la logistique urbaine et autonome du fret, efeuCampus, a été lancé en juillet 2019 sur le site de l'ancienne caserne Dragonerkaserne. Des systèmes de livraison et de collecte de fret autonomes sont développés et testés sur le campus. L'ensemble du projet est financé par l'Union européenne et le Land de Bade-Wurtemberg.

## Population par secteur
- Bruchsal Nordost : 9 390
- Bruchsal Südost : 7 502
- Bruchsal Südwest : 5 263
- Bruchsal Nordwest : 2 850
- Total : 25 005

Sections
- Büchenau : 2 232
- Heidelsheim : 4 639
- Helmsheim : 2 185
- Obergrombach : 2 475
- Untergrombach : 5 891

Situation au 31 mars 2010, Bureau de statistique de la ville de Bruchsal.

## Transports

Plan du métro léger de Mannheim.

Bruchsal est situé près de l'autoroute A 5. La ville est également traversée par des routes fédérales B 3 (Karlsruhe - Heidelberg) et B 35 (Bretten - Germersheim).
La gare de Bruchsal est situé à l'intersection des lignes Karlsruhe - Heidelberg et le Mühlacker - Germersheim.
Le métro léger de Mannheim ou "S-Bahn" a deux lignes qui passent dans la ville.

## Personnalités de Bruchsal
- Joß Fritz (1470-1525), meneurs des révoltes paysannes.
- Johannes Stumpf (1500-1578), historien et théologien.
- Léopold Auguste Warnkoenig (1794-1866), historien du droit.
- Emma Guntz, (1937-....), journaliste et poète.
- Roman Rossa, (1972-....), acteur.
- Anke Huber, (1974-....), joueuse de tennis.
- Cardinal Damien de Schönborn-Buchheim, mort au château de Bruchsal

## Jumelage
- Sainte-Menehould (France) depuis 1965
- Cwmbran (Royaume-Uni) depuis 1979
- Sainte-Marie-aux-Mines (France) depuis 1989
- Tržič (Slovénie)